# R Aquilae
R Aquilae är en pulserande variabel av Mira Ceti-typ i stjärnbilden Örnen. Stjärnan var den första i Örnens stjärnbild som fick en variabelbeteckning.
Stjärnan varierar mellan magnitud +5,5 och 12 med en period av 270,5 dygn.

## Fotnoter
1. ↑  Variabelstjärnornas beteckningar börjar med bokstäverna R-Z, därefter A-Q , följt av RR-ZZ och AA-QQ, varefter de börjar betecknas med bokstaven V och ett ordningsnummer, från och med V335.